# Талаюелас
Талаюелас (ісп. Talayuelas) — муніципалітет в Іспанії, у складі автономної спільноти Кастилія-Ла-Манча, у провінції Куенка. Населення — 1049 осіб (2010).
Муніципалітет розташований на відстані близько 220 км на схід від Мадрида, 80 км на схід від Куенки.
На території муніципалітету розташовані такі населені пункти: (дані про населення за 2010 рік)
- Касільяс-де-Ранера: 264 особи
- Талаюелас: 785 осіб

## Демографія
Динаміка населення (INE ):